# Морган (Јута)
Морган (енгл. Morgan) град је у америчкој савезној држави Јута.

## Демографија
По попису из 2010. године број становника је 3.687, што је 1.052 (39,9%) становника више него 2000. године.
| Група             | 2000.         | 2010.         |
| Белци             | 2.594 (98,4%) | 3.517 (95,4%) |
| Афроамериканци    | 1 (0,0%)      | 7 (0,2%)      |
| Азијати           | 2 (0,1%)      | 7 (0,2%)      |
| Хиспаноамериканци | 25 (0,9%)     | 120 (3,3%)    |
| Укупно            | 2.635         | 3.687         |